# 藤凪かおる
藤凪 かおる（ふじなぎ かおる、1973年5月8日 - ）は、日本の4コマ漫画家。福島県福島市出身、在住。女性。

## 人物
絵描きのルーツはビックリマン。
アマチュア時代は『ジャンプ放送局』の投稿戦士としても活躍、主にミスJBSコンテストに投稿していた。投稿活動はエニックス（当時）が開催していた『ドラゴンクエスト4コマクラブ』でも行っており、会員番号は0414。当時は「藤井昴」名義だった。
以前は同人活動もしていたが、プロの漫画家として多忙となってからは、純粋な同人活動は休止している。
単行本のあとがき等で描かれる自画像は、巨大なペンを持った全身真っ黒の河童の姿で、腹部には福島県のキャンペーンフレーズである「うつくしま」という言葉が書かれている。
地元の福島に対する愛が強く、エニックス4コママンガ劇場の楽屋裏での話題も福島に関するものが多く、同郷で同じ時期に4コママンガ劇場に参加していた神崎りゅう子と巻を跨いで掛け合いを行うこともあったが、特に仲がいいというわけではない。
SMAPのファンである。
過去にゲスト参加していたゲームを基にした4コマ作品では4コマでありながら頭身の高いキャラクターと細かな背景、激しいアクションシーンを描くことが多かったが、現在の4コマ作品では描き込みが大幅に減り、キャラクターも丸々とした可愛らしいものになっている。
猫を飼っていた。飼う前は犬派で、猫は苦手だった。

## 作品リスト

### 連載終了
- アークザラッドII（『月刊少年ギャグ王』（エニックス）1997年6月号 - 1999年4月号（最終号）連載。単行本全4巻） - 同名ゲームを基にした漫画作品だが純粋なコミカライズ作品ではない。
  1. 1998年2月発行、ISBN 4-87025-673-8
  2. 1998年8月発行、ISBN 4-87025-338-0
  3. 1999年1月発行、ISBN 4-87025-447-6
  4. 1999年5月発行、ISBN 4-75750-026-2
- みつ☆たまご（みつぼしたまご、『COMICぎゅっと!』（平和出版）連載。本誌休刊により、未完。『COMICぎゅっと!』補完同人誌「ぎゃっと!」に、続編（完結編）を掲載。）
- ひめくらす（『まんがタイムきららキャラット』（芳文社）2004年8月号 - 2009年1月号連載、全3巻）
- サクラ満開!!あかり組（『まんがライフMOMO』（竹書房）2005年12月号 - 2007年9月号連載、全1巻。
  1. 2007年8月発行、ISBN 978-4-8124-6733-6
- こはるび保育園（『まんがライフMOMO』（竹書房）2007年12月号ゲスト・2008年2月号 - 2009年1月号連載）
- パニクリぐらし☆（『まんがタイムラブリー』（芳文社）2004年4月号 - 2010年6月号連載、全4巻）
- Boy'sたいむ（『まんがタイムジャンボ』（芳文社）2004年9月号 - 2010年8月号連載、全4巻）
- 21時のシンデレラガール（『まんがタイムスペシャル』（芳文社）2009年8月号 - 2012年10月号連載、全1巻）
  1. 2011年2月発行、ISBN 978-4-8322-6937-8
- あねざかり（『まんがタイムラブリー』（芳文社）2010年7月号 - 2011年1・2月合併号、『まんがタイムジャンボ』（同）2011年1月号 - 2014年8月号連載、全1巻）
  1. 2012年1月発行、ISBN 978-4-8322-5040-6
- 5時からの軍手ネコ（『ねこぱんち』（少年画報社）連載、全2巻）

### エッセイ漫画
- みぃのいた部屋
  - 超本当にあった(生)ここだけの話（芳文社）2015年3月号から6月号まで連載。
- 持田香織と猫
  - ねこぱんち2016年卒業号（少年画報社）に掲載。持田が原案を担当。

### イラスト
- 女優猫あなご
  - 工藤菊香著、小学館ジュニア文庫

### アンソロジー・ゲスト掲載等
- ゲームパロディを中心に多数。